# شتيفان هني
شتيفان هنّي (ولد في 4 أغسطس 1958 في ثون)، رسام وكاتب سويسري.

## الحياة والسيرة
تخرج شتيفان هنّي من مدرسة الفنون التشكيلية في برن ودرس تاريخ الفنون وعلم النفس في جامعة برن. قدم أطروحته للدكتوراه في جامعة فريبورغ. لقد حقق هنّي نجاحه الأول مع لوحاته في عام 1980عندما قام برسم عدة بورتريهات للكاتب المصري الحائز على جائزة نوبل نجيب محفوظ والرسامة السريالية السويسرية مريت أوبنهايم. كرس هنّي مشروعه الرئيسي للرسم الشرقي بعد زيارته لمصر عام ٫1990 فبدأ برسم لوحات تجسد الديوان الغربي الشرقي لغوته وصمم عدة لوحات مستلهمة من فيلم لورنس العرب - لوحات جديدة عن فيلم قديم. تُعرض عدة أعمال لشتيفان هني في متاحف الفنون الجميلة في سويسرا وفي صالات العرض في العديد من البنوك السويسرية. يعيش هنّي حاليا في مدينة ثون السويسرية. «تحمل لوحات هنّي الكثير من المودة لعالم الشرق دون إنكار رسوخها في الثقافة الغربية وهي رسالة مهمة للتفاهم الدولي لا يتعين على أي فنان سويسري آخر أن يظهره في هذه المثابرة وفي الوقت نفسه خِفة الظل».

## روايات بوليسية
- Brahmsrösi. Fellers zweiter Fall. Gmeiner, Messkirch 2010, (ردمك 978-3-8392-1036-9).
- Scherbenhaufen. Fellers dritter Fall. Gmeiner, Messkirch 2011, (ردمك 978-3-8392-1193-9).
- Berner Bärendreck. Fellers vierter Fall. Gmeiner, Messkirch 2019, (ردمك 978-3-8392-2484-7).
- Tellspielopfer. Fellers fünfter Fall. Gmeiner, Messkirch 2020, (ردمك 978-3-8392-2594-3).
- Todlerone. Winterkrimis. Gmeiner, Messkirch 2020, (ردمك 978-3-8392-2763-3).
- Zürihegel. Winterkrimis. Gmeiner, Messkirch, 2022, (ردمك 978-3-8392-0319-4).
- Eiffels Schuld - Das grösste Eisenbahnunglück der Schweiz. Gmeiner, Messkirch 2023.

## روابط خارجية
- نصوص عن شتيفان هني في فهرس مكتبة ألمانيا الوطنية
- Stefan Haenni bei artnet
- Stefan Haenni currency designs swissmint for the Swiss National Bank